# Битка код Прапратнице
Прапратница је село у Херцеговини на путу Метковић-Столац, где је у херцеговачком устанку 29. септембра 1875. дошло до боја херцеговачких устаника и црногорских добровољаца против Турака. 30. септембра устаници су у бици код Прапратнице потукли турска појачања из Цариграда, која су морем стигла у Клек и покушала да се пробију у Столац.

## Позадина
Устанак у Херцеговини, познат у историји као Невесињска пушка, почео је истоименом битком 9. јула 1875. и убрзо је захватио сва села око Невесиња, Билеће и Стоца, а почетком августа и област око Гацка и гранични појас према Црној Гори. Устаничке чете (50-300 људи) и одреди (500-1.000 људи) нападали су и палили беговске куле и пограничне карауле, док су се турске снаге у Херцеговини, укупно 1.800 низама и нешто башибозука под командом Селим-паше, раздељене по гарнизонима у градовима и караулама, ограничиле на одбрану. У јулу и августу устаници су попалили скоро све карауле на путевима и важнијим раскрсницама Невесињског и Гатачког среза, заузели Невесиње (29. августа) и блокирали Требиње (од 5. до 30. августа). 20. августа устаницима су стигли у помоћ црногорски добровољци под командом Пека Павловића, док су Турцима пристигла појачања из Босне (око 4.000 низама) и морем из Турске.
Крајем августа, турске снаге у Херцеговини, с пристиглим појачањима, бројале су око 15.000 људи и 48 топова, а устаничке око 10.000 људи. Бројно слабије и без довољно оружја и муниције, устаничке снаге су, углавном, сачекивале турске јединице у заседама или их нападале из позадине.

## Битка
У другој половини септембра 1875. стигла су из Цариграда морем у луку Клек (код Неума) још 4 табора (батаљона) низама (регуларна турска војска) са батеријом брдских топова, као појачање турским снагама у Херцеговини, и кренула према Стоцу. Одреди устаничких команданата Миће Љубибратића и Пека Павловића пошли су им у сусрет и организовали заседу на положајима између Хутова и Прапратнице, на друму Клек-Столац. У њу су 29. септембра упала два челна турска батаљона која су устаници одбацили, пошто су им нанели знатне губитке.
Али, пошто су устаници дејствовали споро и нису имали резерве, Турци су са два неангажована батаљона прихватили одбачене делове и кренули на устанике. Истовремено се у позадини појавила устаничких положаја појавила друга турска колона (2 батаљона), која је наступала из Мостара за Клек, ради прихвата искрцаних турских појачања. Да би избегли окружење, устаници су се повукли под борбом.

## Последице
Иако тактички нерешена, ова устаничка акција, с обзиром на то да је извршена у првим данима устанка, снажно је одјекнула у народу и утицала на даље јачање устаничких снага.